# 三星Omnia HD
Samsung i8910 HD（Omnia HD）是韓國三星電子於2009年推出的智慧型手機產品，其使用的是由Nokia所開發的Symbian S60操作系統。
該手機是全球第一隻可錄製720p HD影片的手機。